# Ненаситець
Ненаси́тець — село в Україні, у Синельниківському районі Дніпропетровської області. Входить до складу Раївської сільської громади. Населення за переписом 2001 року становить 136 осіб. 

## Історія
До 2017 року орган місцевого самоврядування - Василівська сільська рада.
12 червня 2020 року, відповідно до розпорядження Кабінету Міністрів України № 709-р від «Про визначення адміністративних центрів та затвердження територій територіальних громад Дніпропетровської області», увійшло до складу Раївської сільської громади.
19 липня 2020 року, в результаті адміністративно-територіальної реформи та ліквідації   Синельниківського (1923—2020) району, село увійшло до складу новоутвореного Синельниківського району.

## Географія
Село Ненаситець знаходиться за 3 км від лівого берега річки Дніпро, на відстані 2,5 км від сіл Василівка-на-Дніпрі та Попове.

## Інтернет-посилання
- Погода в селі Ненаситець